# 混合境界条件

緑: ノイマン境界条件; 紫: ディリクレ境界条件

数学の分野における、ある偏微分方程式に対する混合境界条件（こんごうきょうかいじょうけん、英: Mixed boundary condition）とは、その方程式の定義域の境界の異なる部分に異なる境界条件が用いられていることを意味する。
例えば、境界 {\displaystyle \partial \Omega } が区分的に滑らかであるような集合 {\displaystyle \Omega } 上の偏微分方程式の解を u とし、その境界が二つの部分 {\displaystyle \Gamma _{1}} および {\displaystyle \Gamma _{2}} に分かれているとしたとき、{\displaystyle \Gamma _{1}} 上ではディリクレ境界条件を、{\displaystyle \Gamma _{2}} 上ではノイマン境界条件を用いれば
{\displaystyle u_{{\big |}\Gamma _{1}}=u_{0}}
{\displaystyle \left.{\frac {\partial u}{\partial n}}\right|_{\Gamma _{2}}=g}
となる。ここで u₀ および g は各境界の部分上で定義された、与えられた関数である。
ロビン境界条件は、また異なる複数の境界条件の混合型である。それはディリクレ境界条件とノイマン境界条件の線型結合である。